# Галактическая корона

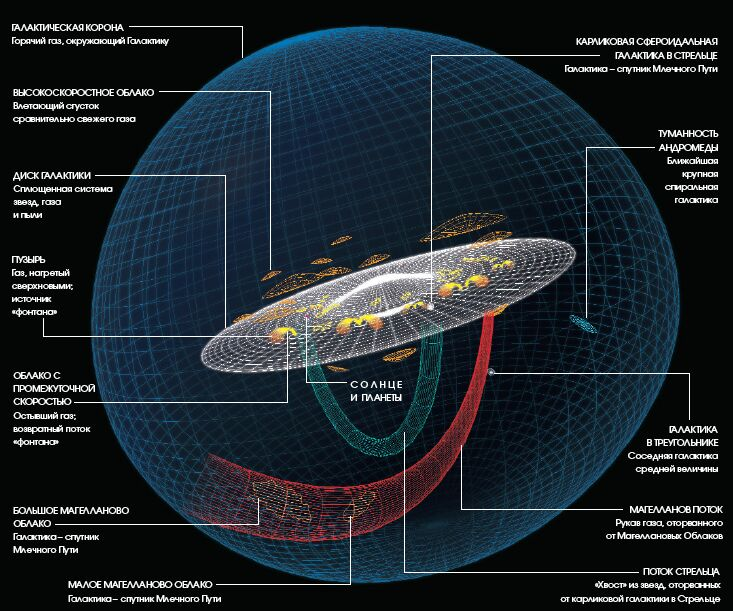
Наша Галактика и её окрестности; показана сфероидальная корона, окружающая Галактику.

Галактическая корона — горячий разрежённый газ, окружающий галактики и выходящий далеко за их видимые пределы. Наибольших размеров достигает у эллиптических галактик.
Корона относится к сферической подсистеме галактик и является составной частью галактического гало.

## Описание
Корона — одна из трёх частей галактического гало наряду с металличным толстым диском и малометалличным собственным гало. Состоит корона из разрежённого и горячего газа.
Масса галактической короны огромна, в гигантских эллиптических галактиках она может достигать 1 миллиарда масс Солнца. Такой газ может иметь температуру порядка 1 миллиона кельвинов. Ввиду этого корона активно излучает в рентгеновском диапазоне, благодаря чему и была обнаружена как явление. С течением временем раскалённый газ короны может либо уйти в межгалактическое пространство, либо охладиться и упасть на галактику.
Считается, что пополняться вещество короны может за счёт таких источников, как межгалактический газ в группах и скоплениях галактик; звёзды вдали от центра галактики или от плоскости её диска, теряющие вещество в процессе эволюции; газ вблизи плоскости галактики, часть которого за счёт дополнительной энергии покидает диск.
Впервые идея о существовании короны вокруг нашей Галактики была выдвинута в 1956 году Лайманом Спитцером.

### Тёмная галактическая корона
Помимо обычной короны, состоящей из горячего газа, в галактиках присутствует и так называемая тёмная корона, не проявляющая себя электромагнитным излучением в каком-либо диапазоне, но гравитационно воздействующая на звёзды и газ в галактике. Концепция тёмных корон позволяет объяснить быстрые скорости вращения внешних областей галактических дисков неправильных и спиральных галактик, а также быстрое движение карликовых галактик-спутников. Также существование тёмной короны объясняет высокую температуру обычной короны в эллиптических галактиках, так как для этого необходимо, чтобы масса галактики превышала простую сумму вещества (звёзд, планет…) и газа.